# Indoleamine 2,3-dioxygénase
L'indoleamine 2,3-dioxygénase est une enzyme permettant la dégradation de la tryptophane par la voie de la kynurénine. Son gène est IDO1 situé sur le chromosome 8 humain.

## Rôles
Outre son rôle enzymatique dans le métabolisme du tryptophane, il joue un rôle de signal, stimulé par l'interféron gamma et faisant intervenir le TGF bêta. Il intervient également dans l'immunité cellulaire en régulant la prolifération des lymphocytes T et en bloquant leur transformation en lymphocytes Th17.

## En médecine
Cet enzyme pourrait contribuer à limiter l'inflammation pulmonaire et l'hyperréactivité bronchique lors d'un asthme.
Dans l'hémophilie A, il permet de prévenir la formation d'inhibiteurs du facteur VIII.